# Infestissumam
Az Infestissumam a svéd hard rock és metalzenekar, a Ghost második stúdióalbuma az Opus Eponymous után. Az album a Tennessee állambéli Nashville-ben lett felvéve, és 2013. április 10-én jelent meg Észak-Amerikában. Az albumnak nagy sikere lett, növelve a Ghost hírnevét és rajongótáborát, bár több negatív kritikát is kapott, bírálva a zenekar stílusát és megjelenését.

## Jellemzése
A sátánista eszméket szövegeiben megíró Ghost amíg elődjében, az Opus Eponymousban az Antikrisztus eljövetelét és a közelgő sötétséget, ebben az albumban inkább az ördög jelenlétét mondja el és azt, hogy miként kapcsolódik ez az istenséghez, és mennyire felesleges is megkísérelni felfogni az isteni dolgokat. A tagok szerint az album sokkal monumentálisabb és drámaibb, mint az előző, 2010-es albumuk.

### Kritikák
Az album rengeteg rajongót vonzott a Ghosthoz, de rengeteg negatív kritikát kapott a zenéje iránt is, mivel egyesek nem tekintik annak a műfajnak, aminek a kritikusok leírták.

## Számlista
| 1.    | Infestissumam         | 1:42 |
| 2.    | Per Aspera ad Inferi  | 4:09 |
| 3.    | Secular Haze          | 5:11 |
| 4.    | Jigolo Har Megiddo    | 3:58 |
| 5.    | Ghuleh / Zombie Queen | 7:29 |
| 6.    | Year Zero             | 5:50 |
| 7.    | Body and Blood        | 3:43 |
| 8.    | Idolatrine            | 4:24 |
| 9.    | Depth of Satan's Eyes | 5:25 |
| 10.   | Monstrance Clock      | 5:53 |
| 47:47 |                       |      |